# أيدولوجيا اقتصادية
الأيديولوجية الاقتصادية تختلف عن النظرية الاقتصادية في كونها معيارية وليست مجرد تفسيرية في نهجها. تعبر عن وجهة النظر حول الطريقة التي يجب أن يعمل بها الاقتصاد وإلى أي حد، حيث أن الهدف من النظريات الاقتصادية هو إنشاء نماذج توضيحية دقيقة. ومع ذلك، فإن الاثنين مترابطان بشكل وثيق حيث تؤثر الأيديولوجية الاقتصادية الأساسية على المنهجية والنظرية المستخدمة في التحليل. الأيديولوجية والمنهجية المتنوعة لـ 74 من الفائزين بجائزة نوبل في الاقتصاد تتحدث عن هذا الترابط.
من الطرق الجيدة للتعرف على ما إذا كان يمكن تصنيف أيديولوجيا معينة على أنها أيديولوجيا اقتصادية هو الاستفسار عما إذا كان ذلك بطبيعته يأخذ وجهة نظر اقتصادية محددة ومفصلة.
أيضاً، تختلف الأيديولوجية الاقتصادية عن النظام الاقتصادي الذي تدعمه، مثل الأيديولوجية الرأسمالية، إلى حد أن تفسير النظام الاقتصادي (الاقتصاد الإيجابي) يختلف عن الدعوة إليه (الاقتصاد المعياري). تشرح نظرية الأيديولوجية الاقتصادية حدوثها وتطورها وعلاقتها بالاقتصاد.

## أمثلة

### الرأسمالية
الرأسمالية هي نظام اقتصادي واسع النطاق حيث تكون وسائل الإنتاج مملوكة إلى حد كبير أو كلي للقطاع الخاص وتدار من أجل الربح، ويتم تحديد وتخصيص السلع الرأسمالية بواسطة أسواق رأس المال والأسواق المالية.
هناك العديد من تطبيقات الرأسمالية التي تعتمد بشكل عام على مقدار مشاركة الحكومة أو المؤسسات العامة. وتتمثل الاقتصادات الرئيسية القائمة اليوم في الاقتصادات المختلطة، حيث تتدخل الدولة في نشاط السوق وتوفر بعض الخدمات؛  (لايزيس فير أو عدم التدخل)، حيث تقوم الدولة فقط بتزويد المحكمة والجيش والشرطة؛ ورأسمالية الدولة، وتشارك الدولة في النشاط التجاري نفسه.

#### مبدأ عدم التدخل «لايزيس فير»
مبدأ عدم التدخل في الاقتصاد (بالفرنسية: Laissez-faire)، أو رأسمالية السوق الحرة، هي أيديولوجية تنص على الحد الأدنى من التنظيم العام والمؤسسات الحكومية في الاقتصاد الرأسمالي. تدعو هذه الأيديولوجية إلى نوع من الرأسمالية القائمة على المنافسة المفتوحة لتحديد سعر وإنتاج واستهلاك السلع من خلال اليد الخفية للعرض والطلب من أجل الوصول إلى توازن سوقي فعال. في مثل هذا النظام، فإن رأس المال والممتلكات والمشاريع مملوكة ملكية خاصة بالكامل، وقد تحصل المؤسسات الجديدة على حرية دخول السوق دون قيود. يتم تحديد العمالة والأجور عن طريق سوق العمل الذي سيؤدي إلى بعض البطالة. يتم استخدام التدخل الحكومي والقضائي في بعض الأحيان لتغيير الحوافز الاقتصادية للناس لأسباب مختلفة. من المحتمل أن يتبع الاقتصاد الرأسمالي النمو الاقتصادي جنباً إلى جنب مع دورة إقتصادية ثابتة من الازدهار والكساد الصغير.
إن اقتصاد السوق الاجتماعي (المعروف أيضًا باسم رأسمالية الراين) مدعوم من قبل أيديولوجية الليبرالية الاجتماعية. تدعم هذه الأيديولوجية اقتصاد السوق الحرة حيث يحدد العرض والطلب سعر السلع والخدمات، وحيث تكون الأسواق خالية من التنظيم. ومع ذلك، فإن هذه الأيديولوجية الاقتصادية تستدعي تحرك الدولة في شكل سياسة اجتماعية لصالح التأمين الاجتماعي واستحقاقات البطالة والاعتراف بحقوق العمال.

#### الرأسمالية الجديدة
الرأسمالية الجديدة هي أيديولوجية اقتصادية تمزج عناصر الرأسمالية مع الأنظمة الأخرى وتؤكد تدخل الحكومة في الاقتصاد لإنقاذ وإعادة بناء الشركات التي تعتبر خطراً على الأمة. يعتبر بعض الاقتصاديين أن السنوات الأولى للأيديولوجية هي السنوات العشر التي سبقت عام 1964 بعد الكساد العظيم والحرب العالمية الثانية. بعد الحرب العالمية الثانية، تم تدمير البلدان وضرورة إعادة البناء ومنذ أن ازدهرت الرأسمالية في البلدان الصناعية. شهدت هذه البلدان الأكثر تضررا من الحرب نموا في الرأسمالية. تختلف الرأسمالية الجديدة عن الرأسمالية النظامية في حين أن الرأسمالية تسلط الضوء على مالكي القطاع الخاص، تؤكد الرأسمالية الجديدة على دور الدولة في الحفاظ على البلاد كمزود ومنتج وتدين الشركات الخاصة لافتقارها إلى دورها كمزود ومنتج بلد.

### فاشية
الفاشية كنظام اقتصادي تأخذ الطريق الوسط بين الرأسمالية والاشتراكية. إنها تشجع على السعي لتحقيق الربح الفردي مع تشجيع الشركات من خلال الإعانات الحكومية كأداة رئيسية للتقدم الاقتصادي طالما أن أنشطتها تتماشى مع أهداف الدولة. في الاقتصادات الفاشية، يتم تخصيص الأرباح أو المكاسب في حين تكون الخسائر اجتماعية. وغالبًا ما تتم مقارنة هذه الاقتصادات بالطرف الثالث نظراً لكونها شركة كبيرة. استخدمت الاقتصادات الفاشية في منتصف القرن العشرين كما في إيطاليا وألمانيا اتفاقيات التجارة الثنائية، مع فرض رسوم جمركية ثقيلة على الواردات والصادرات المدعومة من الحكومة للدول النامية في جميع أنحاء العالم. حين تم توجيه الفاشية اقتصاديًا نحو الاكتفاء الذاتي، كانت الدول الفاشية السياسية في منتصف القرن العشرين موجهة نحو الحرب والتوسع؛ اثنين من الدوافع متناقضة على ما يبدو. كان هدف الدول الفاشية هو إنشاء نظام اقتصادي مغلق يعتمد على نفسه، ولكن أيضًا على استعداد لشن الحرب والتوسع. يمكن عندئذ النظر إلى الاقتصادات الفاشية على أنها نوع من الاقتصاد الرأسمالي، مع تدخل الدولة القليل عادةً في شكل دعم الأعمال التجارية.

### اشتراكية
الاشتراكية هي أي من أيديولوجيات التنظيم الاقتصادي المختلفة القائمة على شكل ما من أشكال الملكية الاجتماعية لوسائل الإنتاج والإدارة التعاونية لتخصيص الموارد. يمكن تمييز النظم الاشتراكية بآلية التنسيق المهيمنة المستخدمة (التخطيط الاقتصادي أو الأسواق) ونوع الملكية المستخدمة (الملكية العامة أو التعاونية).
في بعض نماذج الاشتراكية (التي تسمى غالبًا اشتراكية السوق)، توافق الدولة على الأسعار والمنتجات المنتجة في الاقتصاد، وتخضع نظام السوق للوائح خارجية مباشرة. بدلا من ذلك، قد تنتج الدولة البضائع ولكن بعد ذلك يتم بيعها في الأسواق التنافسية.

#### الاشتراكية الديمقراطية
الاشتراكية الديمقراطية (يشار إليها أحيانًا بالديمقراطية الاقتصادية) هي أيديولوجية اقتصادية تستدعي وجود مؤسسات ديمقراطية في الاقتصاد. وقد تتخذ هذه أشكال التعاونيات أو الديمقراطية في مكان العمل أو النهج المخصص لإدارة وملكية وسائل الإنتاج. الاشتراكية الديمقراطية هي مزيج من الأفكار الاشتراكية والديمقراطية لخلق هيكل سياسي واقتصادي.

#### الماركسية اللينينية
الماركسية اللينينية هي أيديولوجية سياسية تستدعي التخطيط المركزي للاقتصاد. شكلت هذه الأيديولوجية الأساس الاقتصادي لجميع الدول الشيوعية القائمة.
تهتم الدولة الاشتراكية في المقام الأول برفاهية مواطنيها. إن العقائد الاشتراكية تروج بشكل أساسي للفكرة الجماعية التي مفادها أنه ينبغي استخدام موارد الاقتصاد لمصلحة جميع المشاركين، وليس فقط لتحقيق مكاسب خاصة. هذه الفكرة كانت تنفر تاريخيا اقتصاد السوق، وتميل إلى التخطيط المركزي. شهدت البلدان التي فضلت الضوابط المركزية المفرطة تدهورًا اقتصاديًا وانهيارًا على المدى الطويل، كما كان الحال مع الاتحاد السوفيتي.

### شيوعية
كما وصفها فريدريك إنجلز (في كتابه "مناهضة دوهرنغ")، فإن الشيوعية هي النتيجة المتطورة للاشتراكية، بحيث "تلاشى" الدور المركزي للدولة ولم يعد ضرورياً لتشغيل الاقتصاد المخطط. جميع الممتلكات ورأس المال مملوكة بشكل جماعي وإدارتها في مجتمع مشترك، "لا طبقي" و"مساوٍ". لم تعد هناك حاجة للعملة، ويتم استبدال كل من النشاط الاقتصادي، والمشاريع، والعمل، والإنتاج والاستهلاك بحرية " من كلٍ حَسْبَ قدرته، إلى كلٍ حَسْبَ حاجته ".
الشيوعية هي أيضاً نظام سياسي بقدر ما هو نظام اقتصادي - مع نماذج مختلفة في كيفية تنفيذه - المعروف باسم النموذج الماركسي اللينيني، الذي ينادي باستخدام حزب الطليعة لتحقيق دولة العمال لاستخدامها كدولة أداة انتقالية لتحقيق الشيوعية عديمة الجنسية، والترتيب الاقتصادي المذكورة أعلاه. من بين النماذج الأخرى لإحداث الشيوعية: الشيوعية الأناركية، التي تدافع بشكل مشابه للمدارس الماركسية عن تحول ثوري إلى الترتيب الاقتصادي المذكور أعلاه، لكنها لا تستخدم فترة انتقالية أو حزب طليعي.

## روابط خارجية
1. ↑  "The New Palgrave Dictionary of Economics". Wikipedia (بالإنجليزية). 26 Mar 2023.